# Limfjordsbroen (dokumentarfilm)
|  | Denne artikel er oprettet af botten Steenthbot ud fra en ekstern database. Den kan derfor have sproglige fejl eller mangler. Denne skabelon kan fjernes efter kontrol af indholdet. |

Limfjordsbroen er en dansk dokumentarisk optagelse.

## Handling
Kong Christian den Niendes Pontonbro mellem Nørresundby og Aalborg. Broen blev indviet i 1863 og eksisterede de næste 70 år, indtil den i 1933 blev afløst af Limfjordsbroen. Uden årstal. Optagelsen er lavet af museumsinspektør Kai Uldall (1890-1988), som meget tidligt arbejdede med filmmediet som kulturhistorisk dokumentation.